# الم جوق
الم جوق، روستایی از توابع بخش مرکزی شهرستان فریمان در استان خراسان رضوی ایران است. 
الم جوق در زبان ترکی به معنای سیب سرخ است.

## جمعیت
این روستا در دهستان سنگ بست قرار دارد و براساس سرشماری مرکز آمار ایران در سال ۱۳۸۵، جمعیت آن ۲۸ نفر (۶خانوار) بوده‌است.